# Aglon

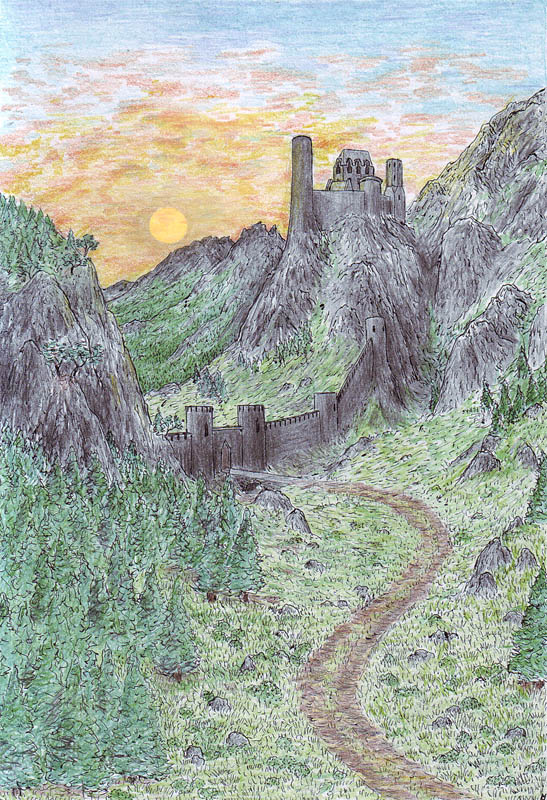
Aglon, een tekening van Matěj Čadil

De Aglon was een bergpas in J.R.R. Tolkiens Midden-aarde.
De pas is gelegen tussen Dorthonion aan de westkant en de bergen die Himring omringen aan de oostkant had het een grote strategische waarde omdat het een doorgang was van Angband naar Beleriand. Richting het noorden lag de koude vlakte van Lothlann en ten zuiden van de pas Himlad, wat niet ver verwijderd was van Doriath. Een kille noordenwind teisterde de pas.
Celegorm en Curufin, twee zonen van Fëanor, bewaakten de Aglon. Maar tijdens de Dagor Bragollach werden zij verslagen door de strijdmachten van Morgoth en vluchtten naar Nargothrond. Maedhros wist de pas echter weer te sluiten. Tijdens de Nirnaeth Arnoediad werd ook hij verslagen en kwam de Aglon weer onder invloedssfeer van Angband terecht. 
De Aglon zou later, zoals het grootste deel van Beleriand, tijdens de Oorlog van Gramschap vernietigd worden. 
Aglon betekent hoge muren in het Sindarijns.